# Mýtinka (Dětřichov)
Mýtinka (do 1949 Ficová, niem. Fietzenhau) – osada, część wsi Dětřichov wchodzącej w skład miasta i gminy Jesionik, położona w kraju ołomunieckim, w powiecie Jesionik, w Czechach.